# Schweinerock

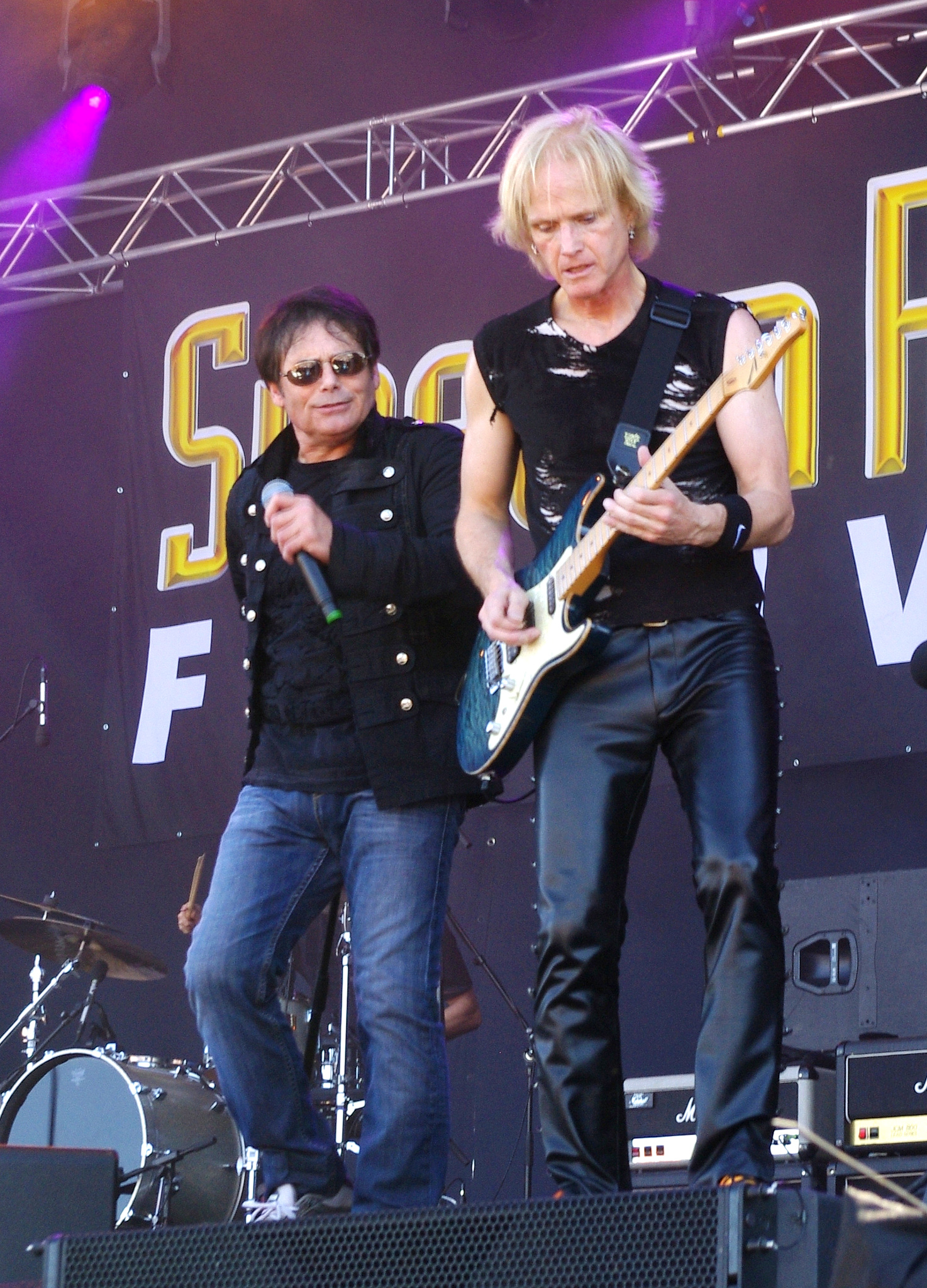
Jimi Jamison (links) und Frankie Sullivan (rechts) von der Band Survivor beim Sweden Rock Festival 2013

Schweinerock ist ein Sammelbegriff für verschiedene Stilrichtungen von Rockmusik. Gleichzeitig ist es ein abwertender Ausdruck für künstlerisch wenig anspruchsvolle Rockmusik. Obwohl sich der Begriff nicht scharf abgrenzen lässt, bestehen doch einige Gemeinsamkeiten der als Schweinerock bezeichneten Musik. Sowohl Kulturwissenschaften als auch Musikjournalismus verwenden die Bezeichnung Schweinerock, wobei je nach Verwendung entweder ein historisches Phänomen der 1970er und 1980er Jahre gemeint ist, oder aber ein pompöser und primitiver Klang der Musik.

## Definition als zeitlicher Abschnitt
Musikgeschichte und Kulturwissenschaften bezeichnen als Schweinerock eine Stilrichtung der Rockmusik, die vor allem in den 1970er und 1980er Jahren populär war. Schweinerock zeichnet sich hierbei vor allem durch die Massentauglichkeit aus. Bei der als Schweinerock bezeichneten Musik ging es darum, Rockmusik mit weniger anstößigem Klang und weniger anstößigen Inhalten zu produzieren. Der Musikproduzent Andreas Herbig beschrieb Schweinerock als „Bizeps-Rock“, „Gummihosen-Metal“ oder „Stadtfest-Faust-Hoch-Dreck“ und nannte als prominentes Beispiel den Song Eye of the Tiger der Band Survivor. Andreas Kühn bezeichnete Schweinerock als das Phänomen, gegen welches sich Punk abgrenzen wollte. Kühn nennt den Schweinerock der 1970er Jahre „selbstgefällig“. Demnach sähe ein Gegensatzpaar von Schweinerock zu Punk so aus, dass Punk essenziell subversiv sei und Schweinerock essenziell affirmativ. Auch sieht Kühn den Schweinerock als eine Weiterentwicklung von Progressive Rock. Das Lied More Than a Feeling (1976) der Gruppe Boston ist ein Beispiel für den Schweinerock der 1970er Jahre. Eva Briegel von der Band Juli nennt Schweinerock als Negativbeispiel, gegen das es sich abzugrenzen galt.
Die Bezeichnung Schweinerock wurde in letzter Zeit vor allem verwendet, um zu beschreiben, wie aktuelle Musik auf bestimmte Phasen der Musikgeschichte zurückgreift. Schweinerock gilt als historische Referenz. Aram Linzel bezeichnet Schweinerock eine Stilrichtung der 1980er Jahre, die rückblickend zwar negativ bewertet wird, dennoch als Inspiration für aktuelle Popmusik dient. Frank Schäfer nennt Schweinerock als Rückbezug für die Musik der Jahrtausendwende.

## Definition als Klang
Seltener wird der Ausdruck Schweinerock verwendet, um einen bestimmten musikalischen Klang zu bezeichnen. Auch in diesem Fall geht es darum, dass die Musik einerseits eingängig und radiotauglich klingt, andererseits aber alle Elemente von Rockmusik aufweist: E-Gitarren, hart gespieltes Schlagzeug, extrovertierter Gesang. Manchmal wird die Bezeichnung Schweinerock auch für bestimmte Bands aus Skandinavien verwendet. Beispiele hierfür sind die Bands Gluecifer, The Hellacopters und Turbonegro. Anders als beim Schweinerock der 1970er und 1980er Jahre wird hier kein scharfer Kontrast zum Punk gezogen. Auf rein klanglicher Ebene bestehen sogar Ähnlichkeiten zum Punk. Mitunter werden im Schweinerock sogar Elemente des Punk übernommen. Von der Musikpresse wird die Bezeichnung Schweinerock sehr frei verwendet. So wurde unter anderem folgenden Acts ein Schweinerock-Sound unterstellt: John Coffey, Stefan Weber, The Carburetors, Mount Kimbie, Morrissey oder auch Lady Gaga.

## In anderen Medien
In der Popliteratur spielt Schweinerock vor allem im Werk von Thorsten Nagelschmidt eine Rolle. Der Musiker und Autor veröffentlichte 2018 das Buch Abfall der Herzen. Darin wird an mehreren Stellen auf Schweinerock als eine bestimmte Szene- oder Gruppenzugehörigkeit verwiesen. Auch Nagelschmidt bringt Schweinerock und Skandinavien miteinander in Verbindung. Der Ausdruck Schweinerock wird auch von Nagelschmidt als abwertende Bezeichnung verwendet.